# Hermann Schweickert
Hermann Schweickert (14 novembre 1885 – 24 agosto 1962) è stato un calciatore tedesco, di ruolo attaccante.